# Saison cyclonique 2006 dans l'océan Pacifique nord-ouest
La saison cyclonique 2006 dans l'océan Pacifique nord-ouest a commencé le 1er janvier 2006. Deux centres de prévisions des cyclones tropicaux sont accrédités dans cette région à nommer les systèmes par l'Organisation météorologique mondiale. Il s'agit du service météorologique japonais (agence météorologique du Japon ou JMA) de Tokyo et le service météorologique des Philippines à Manille (Administration des services atmosphériques, géophysiques et astronomiques des Philippines ou PAGASA). Le Joint Typhoon Warning Center (JTWC), le service inter-armes de la US Navy et de la US Air Force, émet également des bulletins pour les bases et la flotte américaines ainsi que pour les territoires américaines des Îles Mariannes et de Guam. Chaque pays riverain est responsable des alertes cycloniques à leurs populations.

## Noms des tempêtes 2006
La liste des noms utilisés pour nommer les tempêtes qui se formeront dans le bassin cyclonique de l'océan Pacifique nord-ouest durant l'année 2006 suivent une liste de 140 noms établie par 14 pays concernés par cette zone géographique. En gris figurent les noms déjà utilisés pendant la saison 2005 ou pas encore utilisés :
| Pays                        | Noms      | Noms      | Noms      | Noms     | Noms     |
| --------------------------- | --------- | --------- | --------- | -------- | -------- |
| Cambodge                    | Damrey    | Kong-rey  | Nakri     | Krovanh  | Sarika   |
| Chine                       | Longwang  | Yutu      | Fengshen  | Dujuan   | Haima    |
| Corée du Nord               | Kirogi    | Toraji    | Kalmaegi  | Maemi    | Meari    |
| Hong Kong                   | Kai-Tak   | Man-yi    | Fung-wong | Choi-wan | Ma-on    |
| Japon                       | Tembin    | Usagi     | Kammuri   | Koppu    | Tokage   |
| Laos                        | Bolaven   | Pabuk     | Phanfone  | Ketsana  | Nock-ten |
| Macao                       | Chanchu   | Wutip     | Vongfong  | Parma    | Muifa    |
| Malaisie                    | Jelawat   | Sepat     | Nuri      | Melor    | Merbok   |
| États fédérés de Micronésie | Ewiniar   | Fitow     | Sinlaku   | Nepartak | Nanmadol |
| Philippines                 | Bilis     | Danas     | Hagupit   | Lupit    | Talas    |
| Corée du Sud                | Kaemi     | Nari      | Changmi   | Sudal    | Noru     |
| Thaïlande                   | Prapiroon | Wipha     | Mekkhala  | Nida     | Kulap    |
| U.S.A.                      | Maria     | Francisco | Higos     | Omais    | Roke     |
| Viêt Nam                    | Saomai    | Lekima    | Bavi      | Conson   | Sonca    |
| Cambodge                    | Bopha     | Krosa     | Maysak    | Chanthu  | Nesat    |
| Chine                       | Wukong    | Haiyan    | Haishen   | Dianmu   | Haitang  |
| Corée du Nord               | Sonamu    | Podul     | Pongsona  | Mindulle | Nalgae   |
| Hong Kong                   | Shanshan  | Lingling  | Yanyan    | Tingting | Banyan   |
| Japon                       | Yagi      | Kajiki    | Kujira    | Kompasu  | Washi    |
| Laos                        | Xangsane  | Faxai     | Chan-hom  | Namtheun | Matsa    |
| Macao                       | Bebinca   | Peipah    | Linfa     | Malou    | Sanvu    |
| Malaisie                    | Rumbia    | Tapah     | Nangka    | Meranti  | Mawar    |
| États fédérés de Micronésie | Soulik    | Mitag     | Soudelor  | Rananim  | Guchol   |
| Philippines                 | Cimaron   | Hagibis   | Molave    | Malakas  | Talim    |
| Corée du Sud                | Chebi     | Noguri    | Koni      | Megi     | Nabi     |
| Thaïlande                   | Durian    | Rammasun  | Morakot   | Chaba    | Khanun   |
| É.-U.                       | Utor      | Matmo     | Etau      | Aere     | Vicente  |
| Viêt Nam                    | Trami     | Halong    | Vamco     | Songda   | Saola    |

- Pacifique central-nord: Ioke.

## Tempêtes nommés par l'agence météorologique du Japon

### Typhon Chanchu
- Nombre (JTWC) = 02W
- Nom (PAGASA) = Caloy
- Apparition = 9 mai 2006
- Dissipation = 19 mai 2006
- Pression minimale = 930 hPa

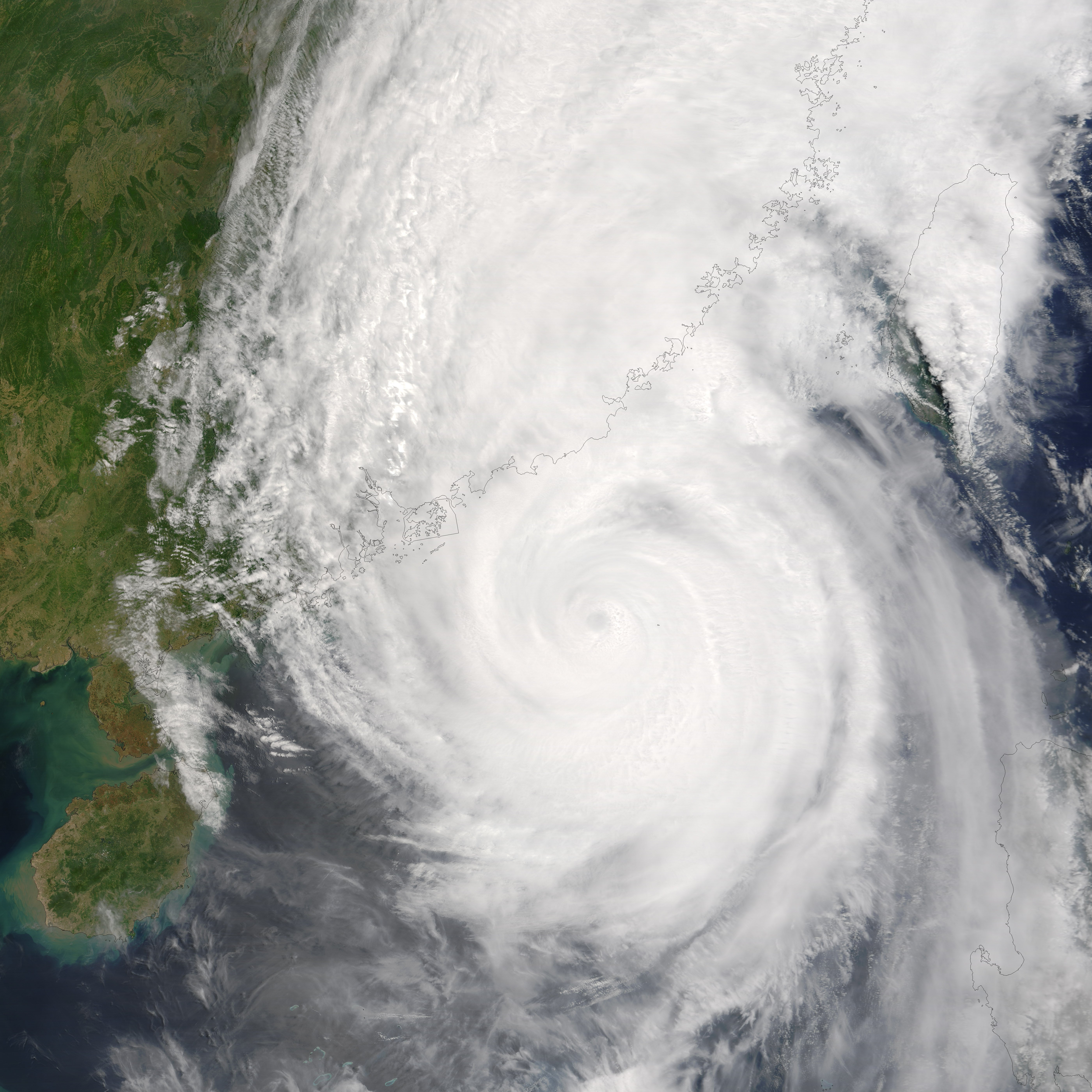
Typhon Chanchu le 11 mai 2006.

- Vent maximal = 250 km/h (JTWC); 165 km/h (JMA)
- Dommages = US$ 1,2 billion
- Morts = 104
- Zones touchées = Philippines, Taïwan, Chine du sud-est, Japon

### Tempête tropicale Jelawat
- Nombre (JTWC) = 03W
- Nom (PAGASA) = Domeng
- Apparition = 26 juin 2006
- Dissipation = 29 juin 2006
- Pression minimale = 994 hPa
- Vent maximal = 75 km/h (JTWC + JMA)
- Morts = 7
- Zones touchées = Philippines, Taïwan, Chine du sud-est, Malaisie

### Typhon Ewiniar
- Nombre (JTWC) = 04W
- Nom (PAGASA) = Ester
- Apparition = 29 juin 2006
- Dissipation = 11 juillet 2006
- Pression minimale = 930 hPa
- Vent maximal = 240 km/h (JTWC); 185 km/h (JMA)
- Morts = 40
- Zones touchées = Palaos, Yap, Chine d'est, Japon (Îles Ryūkyū), Corée du Sud, Corée du Nord

### Tempête tropicale sévère Bilis
- Nombre (JTWC) = 05W (tempête tropicale)
- Nom (PAGASA) = Florita (typhon)
- Apparition = 8 juillet 2006
- Dissipation = 15 juillet 2006
- Pression minimale = 970 hPa
- Vent maximal = 100 km/h (JTWC); 110 km/h (JMA)
- Dommages = US$ 2,5 billion
- Morts = 637
- Zones touchées = Philippines, Taïwan, Chine du sud-est

### Typhon Kaemi
- Nombre (JTWC) = 06W
- Nom (PAGASA) = Glenda
- Apparition = 18 juillet 2006
- Dissipation = 26 juillet 2006
- Pression minimale = 955 hPa
- Vent maximal = 165 km/h (JTWC), 150 km/h (JMA)
- Morts = 32
- Zones touchées = Philippines du nord, Taïwan, Chine d'est

### Typhon Prapiroon
- Nombre (JTWC) = 07W
- Nom (PAGASA) = Henry
- Apparition = 28 juillet 2006
- Dissipation = 5 août 2006
- Pression minimale = 965 hPa
- Vent maximal = 130 km/h (JTWC + JMA)
- Dommages confirmés = US$ 675 millions
- Morts confirmés = 77

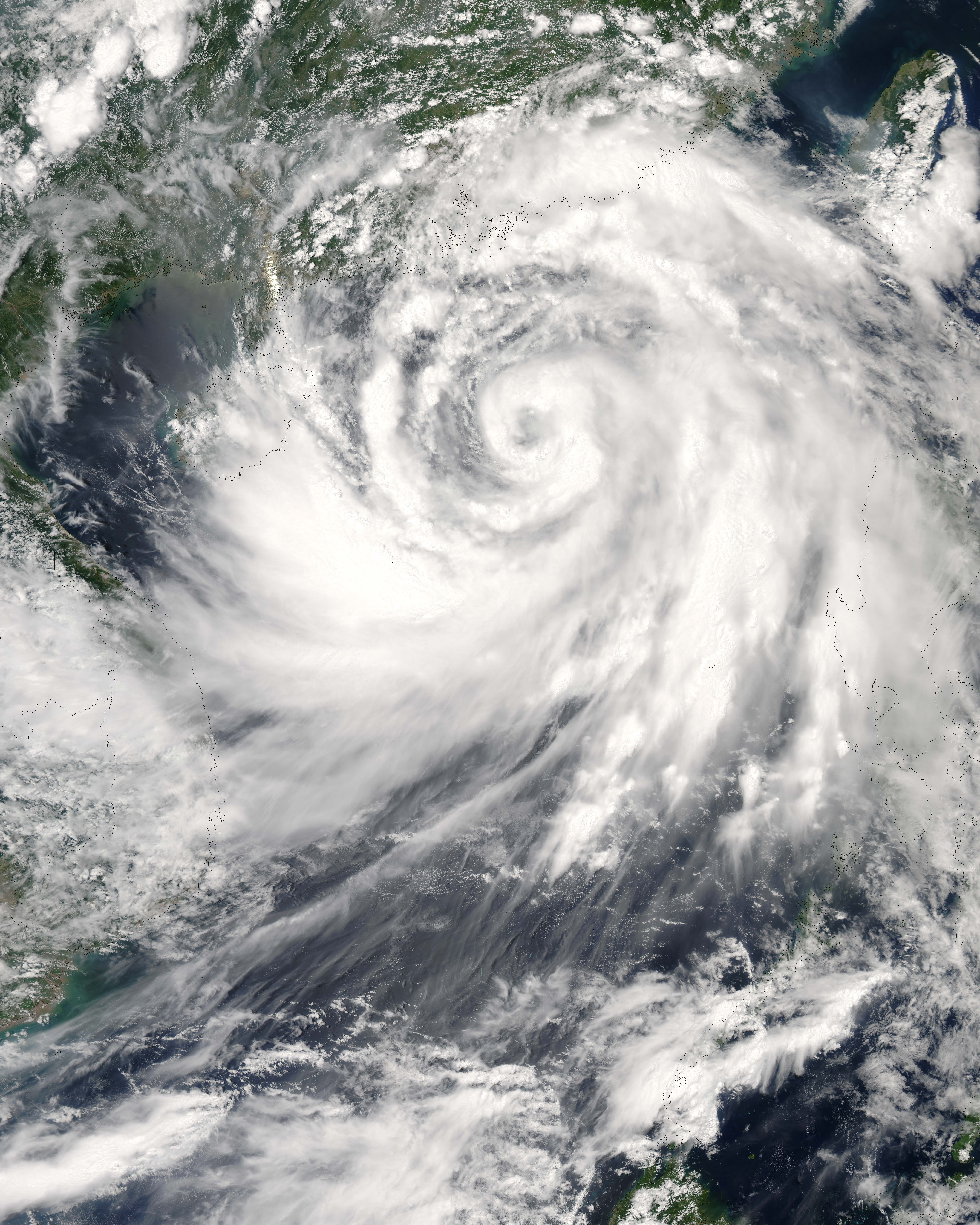
Prapiroon le 2 août 2006

- Zones touchées = Philippines, Hong Kong, Chine du sud

### Tempête tropicale sévère Maria
- Nombre (JTWC) = 09W (typhon)
- Apparition = 4 août 2006
- Dissipation = 11 août 2006
- Pression minimale = 975 hPa
- Vent maximal = 120 km/h (JTWC), 110 km/h (JMA)
- Zones touchées = Japon

### Typhon Saomai
- Nombre (JTWC) = 08W (supertyphon)
- Nom (PAGASA) = Juan
- Apparition = 4 août 2006
- Dissipation = 11 août 2006
- Pression minimale = 925 hPa

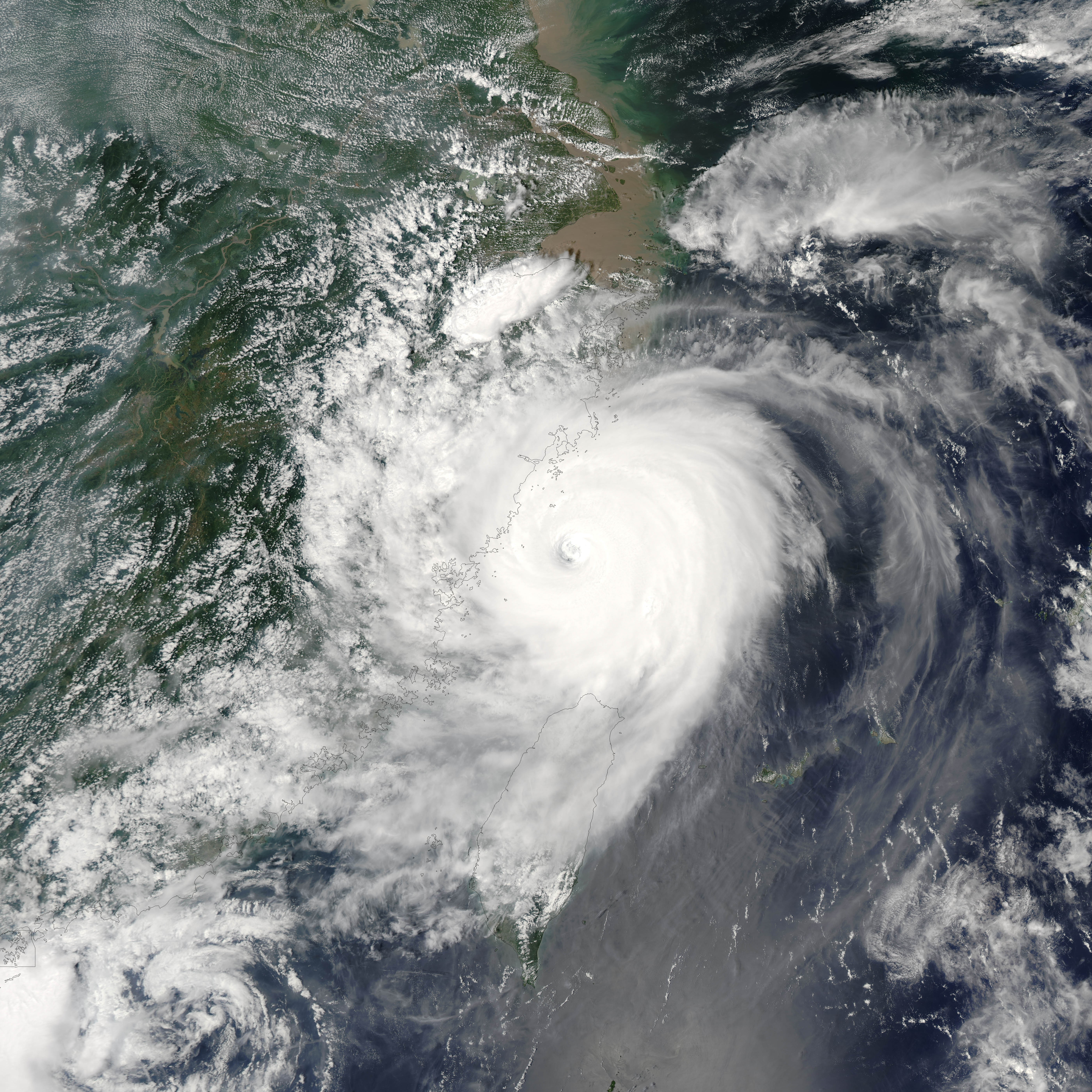
Typhon Saomai le 10 août 2006

- Vent maximal = 260 km/h (JTWC), 175 km/h (JMA)
- Dommages = US$ 1,5 billion
- Morts = 441
- Zones touchées = Îles Mariannes, Taïwan, Chine du sud-est, Philippines

### Tempête tropicale sévère Bopha
- Nombre (JTWC) = 10W (tempête tropicale)
- Nom (PAGASA) = Inday
- Apparition = 5 août 2006
- Dissipation = 10 août 2006
- Pression minimale = 985 hPa
- Vent maximal = 95 km/h (JTWC + JMA)
- Zones touchées = Philippines, Taïwan, Chine du sud-est

### Tempête tropicale Wukong
- Nombre (JTWC) = 11W
- Apparition = 12 août 2006
- Dissipation = 20 août 2006
- Pression minimale = 980 hPa
- Vent maximal = 85 km/h (JTWC + JMA)
- Zones touchées = Japon, Corée du Sud

### Tempête tropicale Sonamu
- Nombre (JTWC) = 12W
- Nom (PAGASA) = Katring
- Apparition = 13 août 2006
- Dissipation = 16 août 2006
- Pression minimale = 992 hPa
- Vent maximal = 75 km/h (JTWC + JMA)

### Typhon Ioke
- Nombre (JTWC) = 01C
- Apparition = 19 août 2006 (entre le bassin Pacifique nord-ouest : 27 août 2006)
- Dissipation = 7 septembre 2006
- Pression minimale = 920 hPa
- Vents maximal = 260 km/h (JTWC); 195 km/h (JMA)
- Zones touchées = Atoll Johnston, Wake, Minami Torishima, Alaska du sud

### Typhon Shanshan
- Nombre (JTWC) = 14W
- Nom (PAGASA) = Luis
- Apparition = 9 septembre 2006
- Dissipation = 19 septembre 2006
- Pression minimale = 925 hPa
- Vent maximal = 225 km/h (JMA)
- Morts = 9
- Zones touchées = Îles Yaeyama, Japon

### Typhon Yagi
- Nombre (JTWC) = 16W (supertyphon)
- Apparition = 17 septembre 2006
- Dissipation = 25 septembre 2006
- Pression minimale = 910 hPa
- Vent maximal = 205 km/h (JMA)
- Zones touchées = Île Chichi

### Typhon Xangsane
- Nombre (JTWC) = 18W
- Nom (PAGASA) = Milenyo
- Apparition = 25 septembre 2006
- Dissipation = 2 octobre 2006
- Pression minimale = 940 hPa
- Vent maximal = 230 km/h (JTWC}; 165 km/h (JMA)
- Dommages = US$ 747 millions
- Morts = 279
- Zones touchées = Philippines, Hainan, Viêt Nam, Cambodge, Thaïlande

### Tempête tropicale Bebinca
- Nombre (JTWC) = 19W
- Nom (PAGASA) = Neneng
- Apparition = 1er octobre 2006
- Dissipation = 6 octobre 2006
- Pression minimale = 982 hPa
- Vent maximal = 75 km/h (JTWC + JMA)
- Morts indirects = 33
- Zones touchées = Honshū

### Tempête tropicale Rumbia
- Nombre (JTWC) = 20W
- Apparition = 3 octobre 2006
- Dissipation = 6 octobre 2006
- Pression minimale = 985 hPa
- Vent maximal = 85 km/h (JTWC); 75 km/h (JMA)

### Typhon Soulik
- Nombre (JTWC) = 21W
- Apparition = 9 octobre 2006
- Dissipation = 16 octobre 2006
- Pression minimale = 960 hPa
- Vent maximal = 140 km/h (JMA)
- Zones touchées = Îles Mariannes du Nord

### Typhon Cimaron
- Nombre (JTWC) = 22W (supertyphon)
- Nom (PAGASA) = Paeng
- Apparition = 24 octobre 2006
- Dissipation = 6 novembre 2006
- Pression minimale = 910 hPa
- Vent maximal = 260 km/h (JTWC); 195 km/h (JMA)
- Dommages = US$ 9 millions
- Morts = 19
- Zones touchées = Philippines

### Typhon Chebi
- Nombre (JTWC) = 23W (Catégorie 4)
- Nom (PAGASA) = Queenie
- Apparition = 8 novembre 2006
- Dissipation = 14 novembre 2006
- Pression minimale = 925 hPa
- Vent maximal = 185 km/h (JTWC); km/h (JMA)
- Dommages = US$
- Morts = 1
- Zones touchées = Philippines

### Typhon Durian
- Nombre (JTWC) = 24W (Catégorie 4)
- Nom (PAGASA) = Reming
- Apparition = 24 novembre 2006
- Dissipation = 5 décembre 2006
- Pression minimale = 915 hPa
- Vent maximal = 194 km/h (JTWC); km/h (JMA)
- Dommages = US$
- Morts = +800
- Zones touchées = Philippines, Vietnam, Thaïlande et Golfe du Bengale

### Typhon Utor
- Nombre (JTWC) = 25W (Catégorie 3)
- Nom (PAGASA) = Seniang
- Apparition = 7 décembre 2006
- Dissipation = 14 décembre 2006
- Pression minimale = 945 hPa
- Vent maximal = 157 km/h (JTWC); km/h (JMA)
- Dommages = US$
- Morts = 30+
- Zones touchées = Philippines

### Tempête tropicale Trami
- Nombre (JTWC) = 26W (Catégorie 4)
- Nom (PAGASA) = Tomas
- Apparition = 16 décembre 2006
- Dissipation = 19 décembre 2006
- Pression minimale = 1 000 hPa
- Vent maximal = 65 km/h (JTWC); km/h (JMA)
- Dommages = aucun
- Morts = aucune
- Zones touchées = aucune

## Tempêtes suivis par le Joint Typhoon Warning Center et le PAGASA

### Tempête tropicale 01W
- Nom (PAGASA) = Basyang
- Apparition = 4 mars 2006
- Dissipation = 7 mars 2006
- Pression minimale = 997 hPa
- Vent maximal = 65 km/h (JTWC)

### Dépression tropicale 13W
- Apparition = 24 août 2006 (CMA, JMA: 23 août)
- Dissipation = 25 août 2006
- Pression minimale = 998 hPa
- Vent maximal = 55 km/h (JTWC)
- Zones touchées = Guangdong

### Dépression tropicale 15W
- Apparition = 12 septembre 2006
- Dissipation =13 septembre 2006
- Pression minimale = 1004 hPa
- Vent maximal = 55 km/h (JTWC)
- Zones touchées = Guangdong

### Tempête tropicale 17W
- Apparition = 23 septembre 2006
- Dissipation = 25 septembre 2006
- Pression minimale = 996 hPa
- Vent maximal = 65 km/h (JTWC)
- Zones touchées = Viêt Nam, Hainan

### Dépression tropicale Ompong (PAGASA)
- Apparition = 12 octobre 2006
- Dissipation = 13 octobre 2006
- Pression minimale = 1006 hPa
- Vent maximal = 55 km/h